# Chiesa di Santa Venera (Palermo)
La chiesa di Santa Venera Vergine e Martire è un luogo di culto ubicato presso i bastioni della primitiva Porta Termini, nel centro storico della città di Palermo.

## Storia

### Epoca aragonese
Durante l'epidemia di peste del 1493 il popolo palermitano invocò l'intercessione della vergine e martire Venera, in seguito alla liberazione dal contagio dedicò un tempio in segno di ringraziamento. A santa Venera, già proclamata patrona della città di Palermo nello stesso anno, fu edificata una chiesa presso il monastero di Sant'Antonio Abate de' Saponai delle carmelitane per espresso decreto del Senato Palermitano. Lo stesso atto di affidamento fu effettuato durante il contagio verificatosi nel periodo a cavallo tra 1529 e il 1530.
Il Senato Palermitano donò alcuni beni immobili e possedimenti, uno ubicato presso il rione denominato la Conciaria.
Per commemorare l'evento fu commissionato al pittore Mario di Laurito un dipinto raffigurante la Vergine con Bambino in una mandorla di putti adoranti, attorniata da angeli, e ritratti a suoi piedi, in atteggiamento implorante e supplichevole, una schiera di santi fervidamente invocati durante la diffusione di malattie infettive: santa Venera, san Sebastiano, san Rocco, santa Rosalia a sinistra, santa Cristina, santa Ninfa, sant'Agata, sant'Oliva a destra. Nel registro inferiore della scena è riprodotta una veduta della città di Palermo. Il 26 luglio 1530 il dipinto fu condotto in solenne processione dalla cattedrale al tempio per l'intronizzazione.

### Epoca spagnola
Durante i lavori di fortificazione voluti dall'imperatore Carlo V d'Asburgo e curati dal viceré di Sicilia Giovanni de Vega, la chiesa fu ridotta ad uso profano per la costruzione di Porta Termini e utilizzata alla bisogna come lazzaretto. In questo frangente il quadro fu trasferito nel vicino monastero di Sant'Antonio Abate de' Saponai.
Fu restaurata sotto il mandato del viceré Marcantonio Colonna, duca di Tagliacozzo, e 25 luglio 1580, ricollocato il quadro nella sede primitiva, fu restituita al culto dei fedeli. Rimaneggiata, a fine Settecento, secondo i dettami dello stile neoclassico.

### Epoca contemporanea
Dopo la fine della seconda guerra mondiale, la chiesetta subì varie incursioni vandaliche e saccheggi. Recentemente è stata restaurata.
Il dipinto di Mario di Laurito al presente è custodito al Museo diocesano.

## Stile

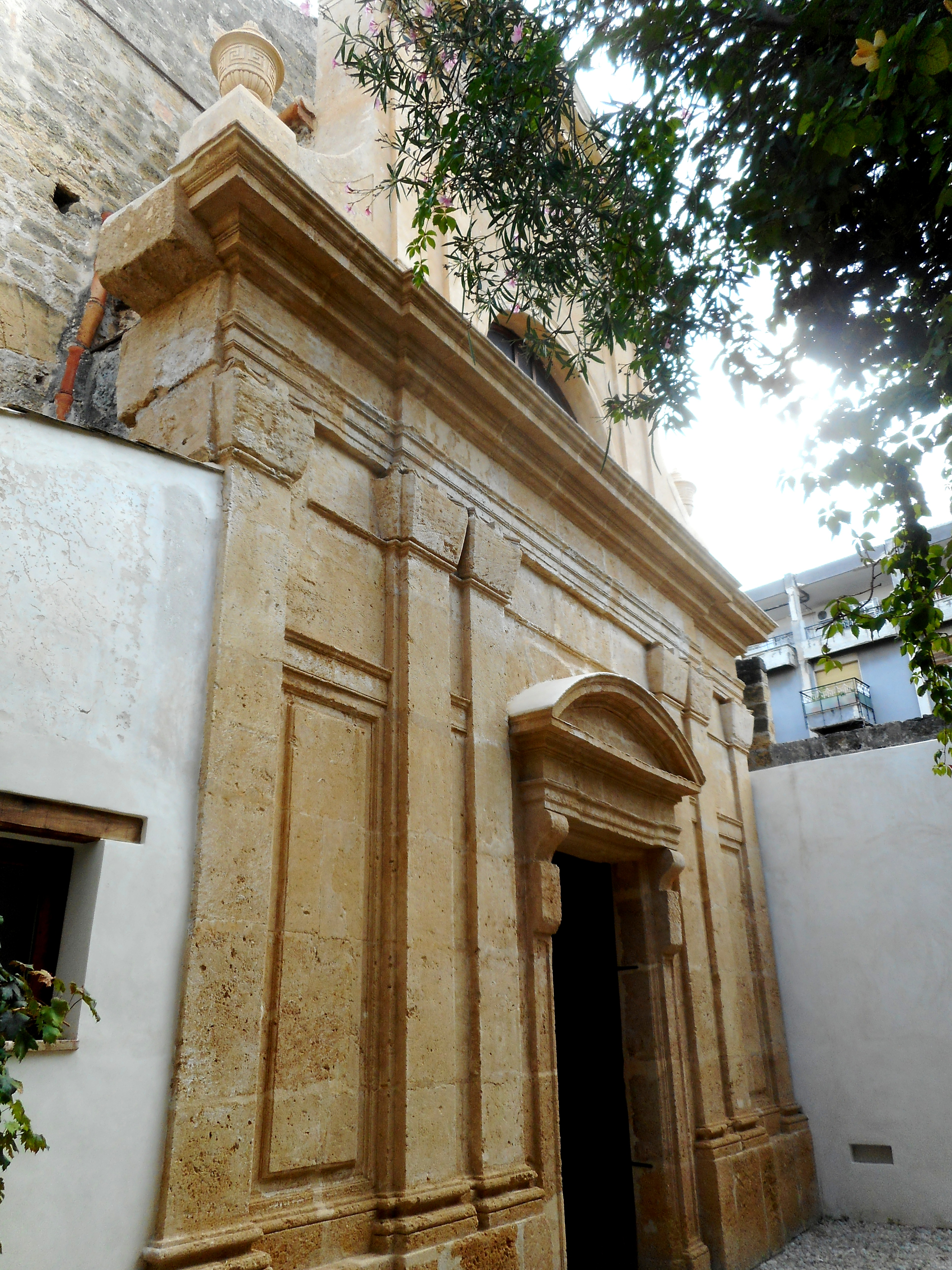
Facciata

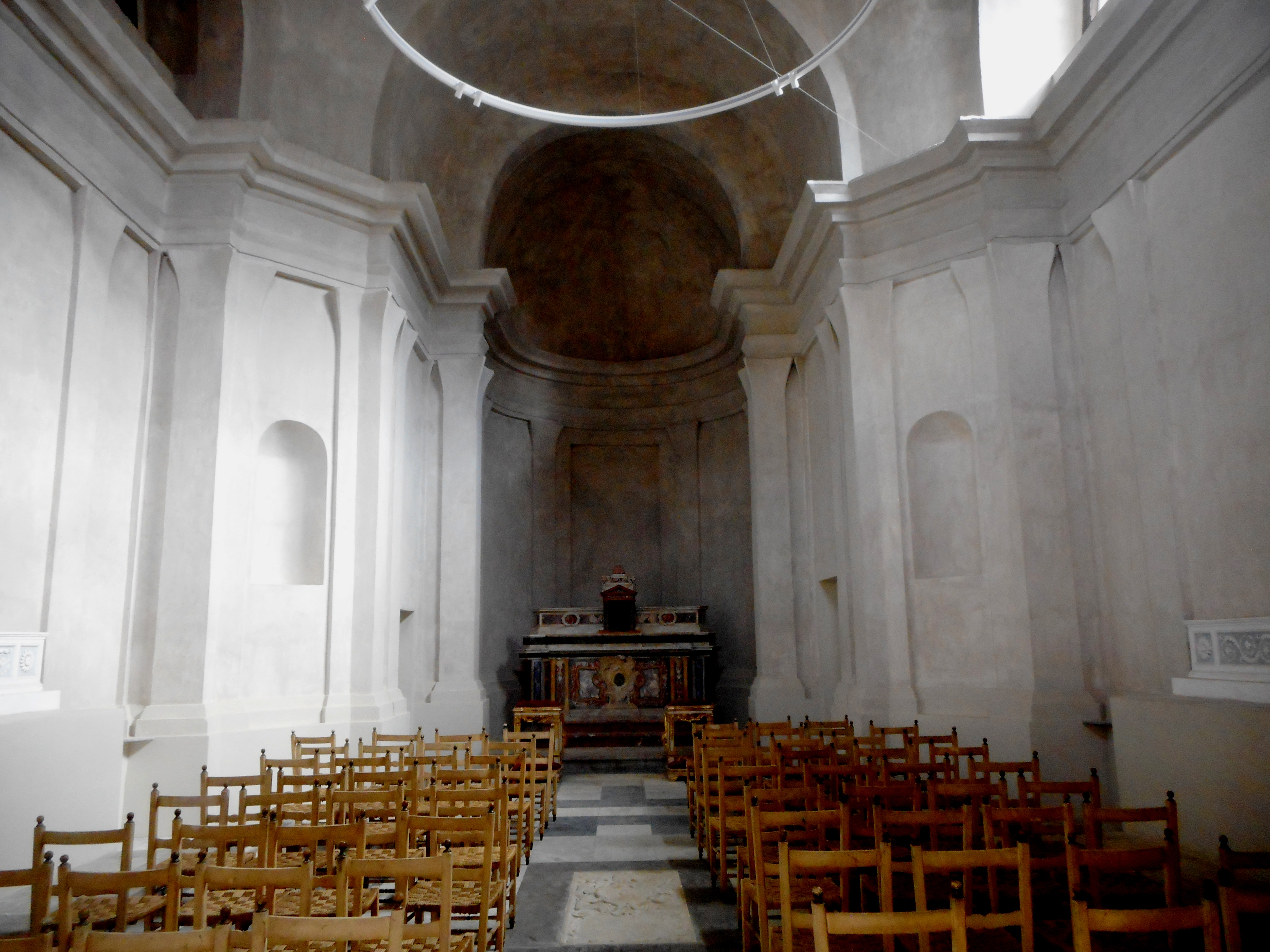
Interno

La chiesa sul bastione si presenta con un prospetto classico che decora un avancorpo rivolto ad occidente. Il lunettone del secondo ordine è delimitato da lesene binate sormontate da frontone ornato da vasi sui contrafforti. Il corpo squadrato presenta una grande finestra lunettata sul fianco destro, il tetto a capanna e l'abside semicircolare raccordata esternamente ad oriente.
All'interno sono documentati tre altari. L'altare collocato lato epistola ospitava il quadro con la raffigurazione di santa Venera.

## Compagnia della Pace
Nobile Compagnia di Santa Maria della Consolazione detta della «Pace». Nel 1576 è fondata ad opera di Vincenzo Tagliavia d'Aragona, fratello di Pietro Tagliavia d'Aragona, cardinale di Palermo, la Compagnia del Nome di Gesù Cristo detta dei «Verdi» presso una struttura adiacente al convento di Santa Cita. La sede fu demolita nel 1851. L'appellativo dei «Verdi» deriva per via del cingolo, insegne e mantello di tale colore che i confrati sovrapponevano al sacco, il sodalizio raccoglieva elemosine per i fanciulli orfani del collegio di San Rocco, e accompagnava i frati di Santa Cita nella processione che si teneva nella seconda domenica d'ogni mese. Come membri della confraternita erano ammessi solo i nobili, i viceré e gli arcivescovi di Palermo, gli altri religiosi erano sottoposti ad una rigidissima selezione basata sulla condizione di probità e di dottrina.
Nel 1579 per contrasti di vedute, discrepanze d'opinioni e dissensi fra confratelli, una frazione di essa fondò una nuova compagnia prefissando lo scopo di dirimere le discordie e rappacificare i nemici, pertanto fu posta sotto il titolo della «Pace».
Il 22 maggio 1580 è fondata la compagnia nella sagrestia della chiesa di Santa Margherita, poi trasferita nella chiesa di Sant'Angelo alla Conciaria, poscia nel 1587 il Senato Palermitano accordò il tempio di Santa Venera.
La nobile "Compagnia della Pace" a Porta Termini, cui già nel 1584 era stata affidata l'attigua chiesa di Santa Venera, costruita sulle mura, edificò nel 1657, a completamento della porta, un sontuoso oratorio con un prospetto di rilevante interesse architettonico.

## Oratorio della Pace
Oratorio di Santa Maria della Consolazione detto della «Pace». Accresciuto il numero dei fratelli e considerata la sede non confacente alla nobiltà della compagnia si pensò di trasferirla presso i bastioni di Porta Termini. Nel 1635c. il viceré di Sicilia Luigi Guglielmo I Moncada, principe di Paternò, e membro della compagnia, ottenne dal Senato una porzione di detto baluardo. Nel 1641 - 1643, il viceré di Sicilia Giovanni Alfonso Enriquez de Cabrera, conte di Modica, Grande Almirante di Castiglia, ottenne tutta la fortificazione per trasferire il Monte di Pignorazione di Santa Venera. Il 4 settembre 1657 fu gettata la prima pietra, il 4 settembre 1660 fu benedetto l'oratorio.
Il 9 giugno 1616 il viceré di Sicilia Pedro Téllez-Girón, III duca di Osuna, confrate, legiferò affinché le finalità del sodalizio fossero riconosciute come legge. Altrettanto fecero i successori a venire, nella simultanea veste di confrati e viceré, provvedimento esteso a tutto il regno. Nel tempo la confraternita fu aggregata nel 1612 alla Compagnia del Rosario di Messina e alla Compagnia della Pace di Catania.
Nel 1852, pur con la ferma opposizione dei nobili, il governo borbonico ordinò la demolizione della porta, ritenuta pretestuosamente covo strategico dei rivoluzionari artefici dei moti del 1820 e la rivoluzione siciliana del 1848. Contestualmente uguale sorte ebbe il sovrastante oratorio. La Compagnia della Pace subì, ovviamente, danni materiali irreversibili ma non cambiò residenza. Si acquartierò nei locali superstiti, fra i quali il refettorio situato sulla cinta muraria, utilizzando l'intera area, compresa la passeggiata sulle Mura della Pace.

### Architettura
Facciata in pietra d'intaglio magnifica e grandiosa con cornici in marmo bianco, nicchie contenenti le statue raffiguranti l'Immacolata Concezione e lateralmente quelle di Santa Rosalia e Santa Venera.
L'accesso all'oratorio era assicurato attraverso una scala con balaustra esterna, un portale e una scala interna garantivano l'ingresso a svariati locali.
L'interno era decorato con stucchi e altare maggiore realizzato in marmi policromi, il complesso era definito uno dei migliori oratori cittadini.

## Monte di Santa Venera
Monte di pegni retto da governatori.

## Mura della Pace
Giardino con molte piante rare, tale da essere assimilato a una sorta di orto recintato che i latini chiamavano hortus conclusus, caratteristica dei conventi del periodo medioevale, dove i religiosi coltivavano essenzialmente piante e alberi per scopi alimentari e medicinali.
Fontana quadrilatera in marmo, collocata all'interno di un gazebo, che fa da sfondo a un lungo e folto pergolato, superato il quale si giunge alla cinquecentesca chiesa di Santa Venera.